# NS 4000
De serie NS 4000 bestond uit vijftien uit Zweden afkomstige stoomlocomotieven voor sneltreinen, die bij de Nederlandse Spoorwegen hebben dienstgedaan van 1945 tot 1956.

## Geschiedenis
Na de bezetting van Nederland in de Tweede Wereldoorlog moest de NS een groot aantal locomotieven afstaan aan de Deutsche Reichsbahn. Bij de bevrijding waren 466 van de 866 stoomlocomotieven van de NS naar Duitsland gereden en was 83% van de diesel- en elektrische treinstellen afgevoerd. De Nederlandse regering in Londen had al in 1942 nieuwe stoomlocomotieven besteld bij Nydqvist & Holm AB (NOHAB) in het neutrale Zweden om het aan het einde van de oorlog verwachte voertuigtekort te verhelpen. Het betrof 15 sneltreinlocomotieven 4001-4015 met de asindeling 2'C en 35 goederenlocomotieven 4701-4735 met de asindeling D. Hoewel de NS niet van plan was geweest na de levering van de NS 6300 in 1930-1931 nog stoomlocomotieven aan te schaffen, werd dit voornemen door de oorlogsomstandigheden doorkruist.

## Ontwerp
De NS 4000 was een voor Nederlandse begrippen uiterst moderne loc. De drie cilinders dreven de eerste gekoppelde as aan. Zo liepen alle assen op SKF-kogellagers, de achterzijde van het gestroomlijnde machinistenhuis was geheel afgesloten met een vouwbalg aan de tender en de locomotieven beschikten over elektrische verlichting, dat door de NS uiteraard werd afgenomen. Het voorbeeld van de 4000 reed als type H3s bij de Zweedse particuliere spoorwegmaatschappij Bergslagernas en voldeed daar prima.
De tender was van het Gölsdorf-type en de beide tweeassige draaistellen liepen ook op kogellagers. Dit populaire ontwerp werd veel gebruikt voor locomotieven van de kkStB. De tenders van de series 4000 en 4700 waren aan elkaar gelijk. Bij een nieuw nummerschema voor tenders van stoomlocomotieven, dat in 1949 werd ingevoerd, werden de tenders van de serie 4700 vernummerd naar 4016-4050, zodat een doorlopende, onderling uitwisselbare, serie ontstond.
De locomotieven oogden met hun kleine puntige rookkastdeur en grote windleiplaten erg fraai, maar echt handig was dit niet bij het schoonmaken van de rookkast en het verwisselen van de vlampijpen. In de loop van de jaren werden de rookkastdeuren vervangen door grotere, afkomstig van afgevoerde Britse Austerity-locomotieven van de series NS 4300 en NS 5000. Een groter nadeel was dat de locomotieven beschikten over een stalen binnenvuurkist. Er werd dan ook besloten deze door koperen exemplaren te vervangen. Dit was een kostbare investering, ook doordat voor deze verbouwing enkele extra ketels moesten worden aangeschaft, die ook weer van stalen binnenvuurkisten waren voorzien. Nadat elf locomotieven een nieuwe koperen binnenvuurkist hadden gekregen werd de verbouwing stopgezet. Alleen de 4002, 4003, 4011 en 4015 hadden toen nog een stalen binnenvuurkist.
Vergeleken met de voorheen overheersende sneltrein-stoomlocomotieven van de series NS 3700 en NS 3900 had de serie 4000 veel verschillende kenmerken die nieuw en onbekend waren voor het Nederlandse spoorwegpersoneel. Vanwege de noordelijke temperaturen hadden de locomotieven een volledig gesloten cabine. Ook de voorruit van het machinistenhuis was geheel nieuw in Nederland. De locomotieven waren ontworpen met drie cilinders, die elk werden aangedreven door de Walschaerts stoomverdeling van de buitenste cilinders. De zandbak en stoomdom hadden een gemeenschappelijk omhulsel, ook een kenmerk van Zweedse locomotieven.

## Dienst bij de NS
De eerste locomotief werd in maart 1946 vanuit Zweden via Denemarken en Duitsland overgebracht en kwam op 17 maart aan in Hengelo. Op 20 maart heeft ze met succes haar eerste testrit voltooid. In de herfst van 1946 waren alle locomotieven van de 4000-serie geleverd en in gebruik genomen. Ze waren eerst gestationeerd in Amsterdam, daarna in Rotterdam - Feyenoord en Eindhoven, waar ze naast snel- en reizigerstreinen ook goederentreinen moesten vervoeren.
Na de oorlog versnelde de NS de door de oorlog onderbroken elektrificatie van spoorlijnen in Nederland. Al in 1947 werden de locomotieven van de serie 4000 verplaatst naar de depots in Zwolle en Amersfoort. Naast de vervanging door elektrische voertuigen droeg hieraan bij dat de locomotieven niet populair waren bij het Nederlandse personeel vanwege hun vaak onbekende bedieningselementen. Indien mogelijk werden de meer populaire Jumbo's van de NS 3700 serie gebruikt. In Zwolle en Amersfoort reden ze aanvankelijk sneltreinen naar Leeuwarden en Groningen. Vanaf 1948 waren alle locomotieven in Zwolle gestationeerd. In 1952 werden in Oost-Nederland de in aanmerking komende lijnen geëlektrificeerd. De locomotieven werden daarom vanuit Zwolle teruggebracht naar Amsterdam. Het lokale spoorwegdepot gebruikte ze weer voor zware sneltreinen naar Arnhem en het Duitse grensstation Emmerich, waaronder belangrijke treinen zoals de Holland-Italië Express, die vaak met een locomotief in voorspan gereden moesten worden, en de Amsterdamse vleugeltrein van de Rheingold. Vanaf januari 1953 kon er elektrisch gereden worden tot station Arnhem verloren de locomotieven hun plaats voor deze treinen. Van 1954 tot begin 1956 werden ze uitgefaseerd, de laatste exemplaren werden alleen nog gebruikt in het goederenvervoer en voor speciale diensten.

## Museumstukken
Van de NS 4000 is geen enkel exemplaar bewaard. Wel beschikt de Zuid-Limburgse Stoomtrein Maatschappij over twee Zweedse locomotieven van de serie B 1200 die eveneens gebouwd zijn door Nydqvist & Holm (NOHAB) en enigszins lijken op de 4000. In Zweden zijn twee locomotieven van de zusterserie 'H3s' bewaard gebleven.
Verder zijn de tenders van locs 4003 en 4025 (4710) bewaard, die in 1983 als waterwagen werden gebruikt in de slijptrein. Ze zijn in bezit van Hoogovens Stoom IJmuiden, waar de bovenbouw van tender 4025 (4710) is afgenomen en op het onderstel een generatorwagen is gebouwd.

## Foto's

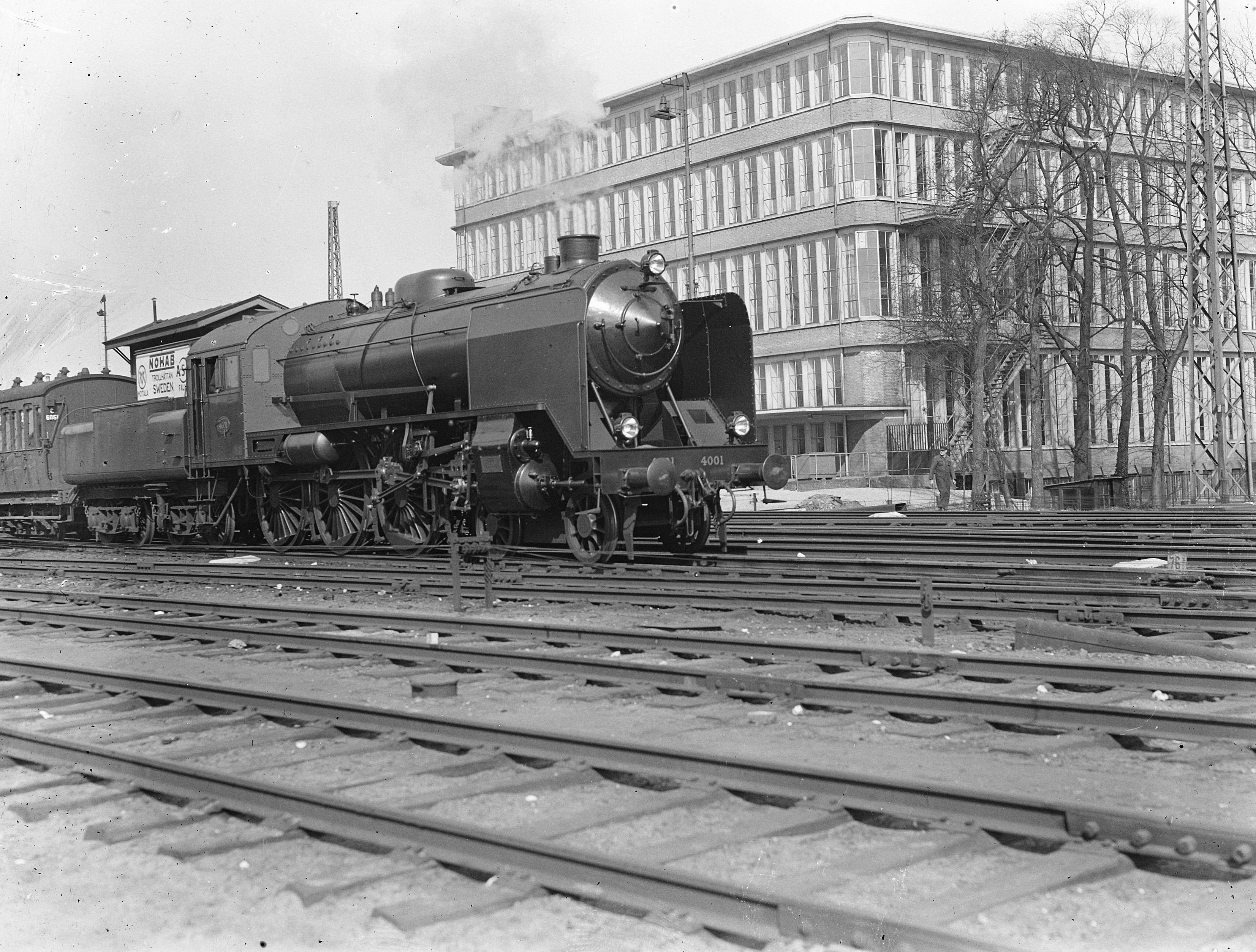
NS 4001 met een trein. (1946)
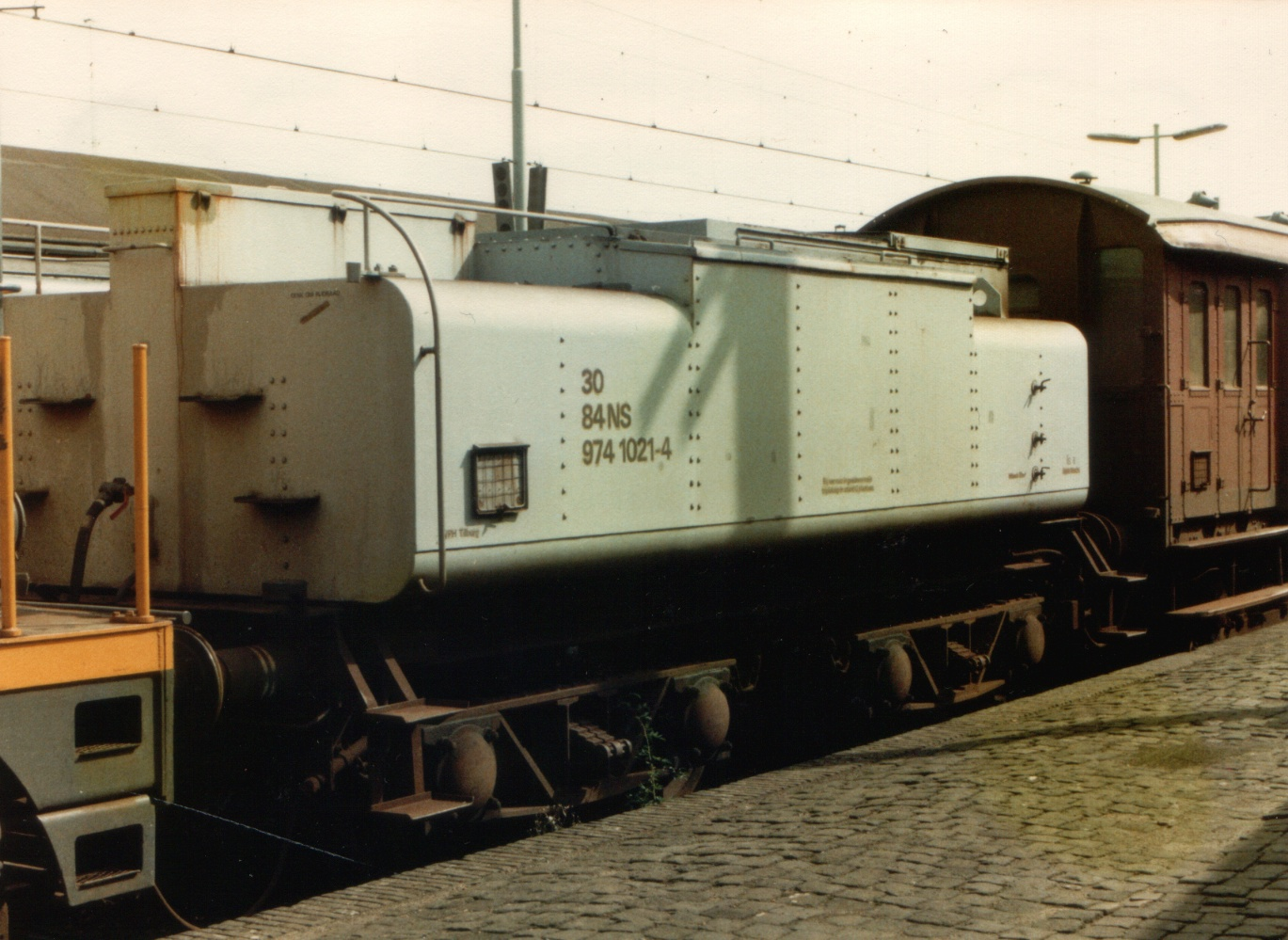
Tender 4003 als waterwagen voor de railslijptrein te Hilversum ca. 1983
- De spoorbrug over de IJssel bij Zwolle weer in gebruik genomen met een NS 4000.
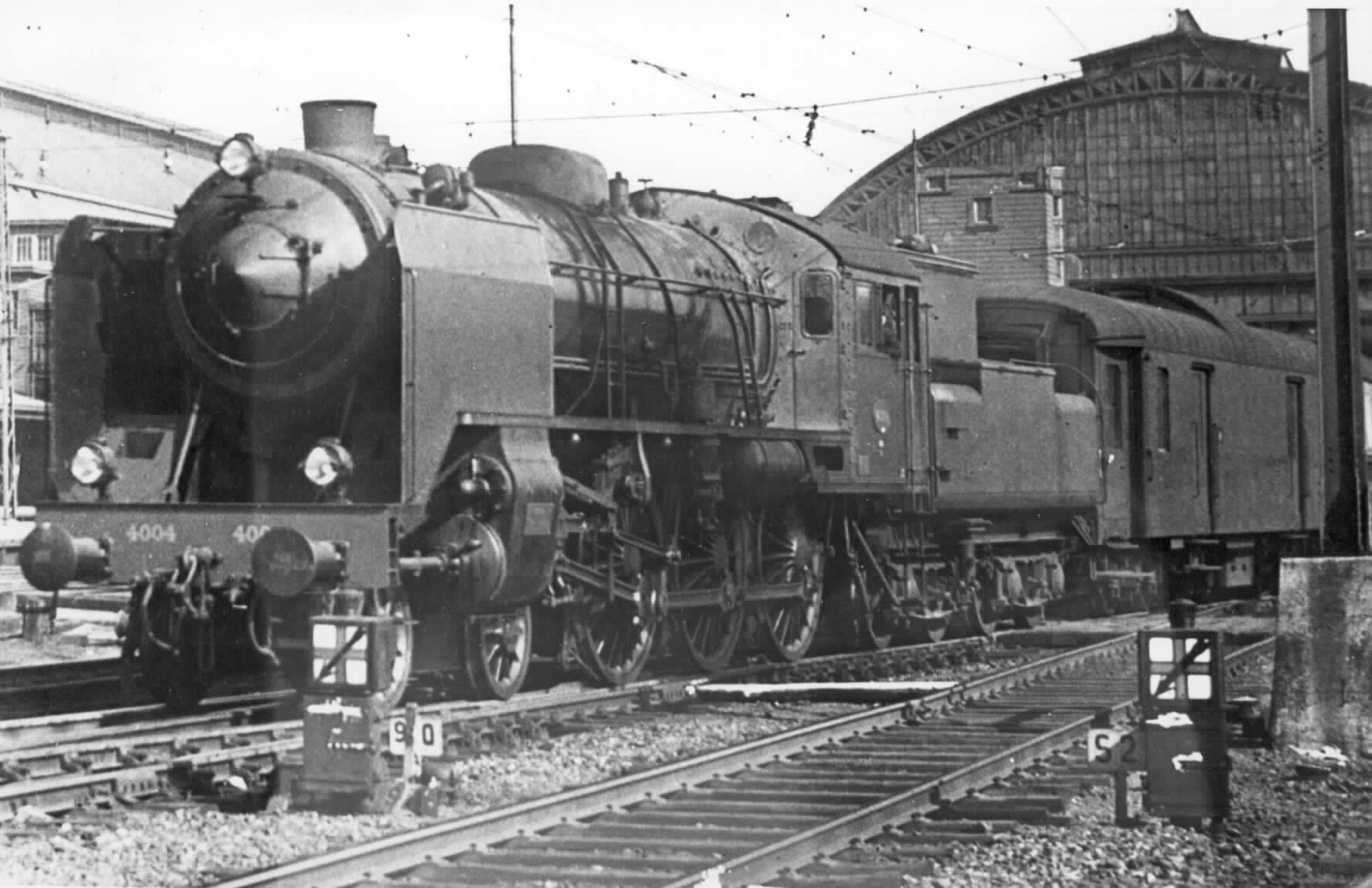
NS 4004 te Amsterdam C.S (Tussen 1946 en 1956)
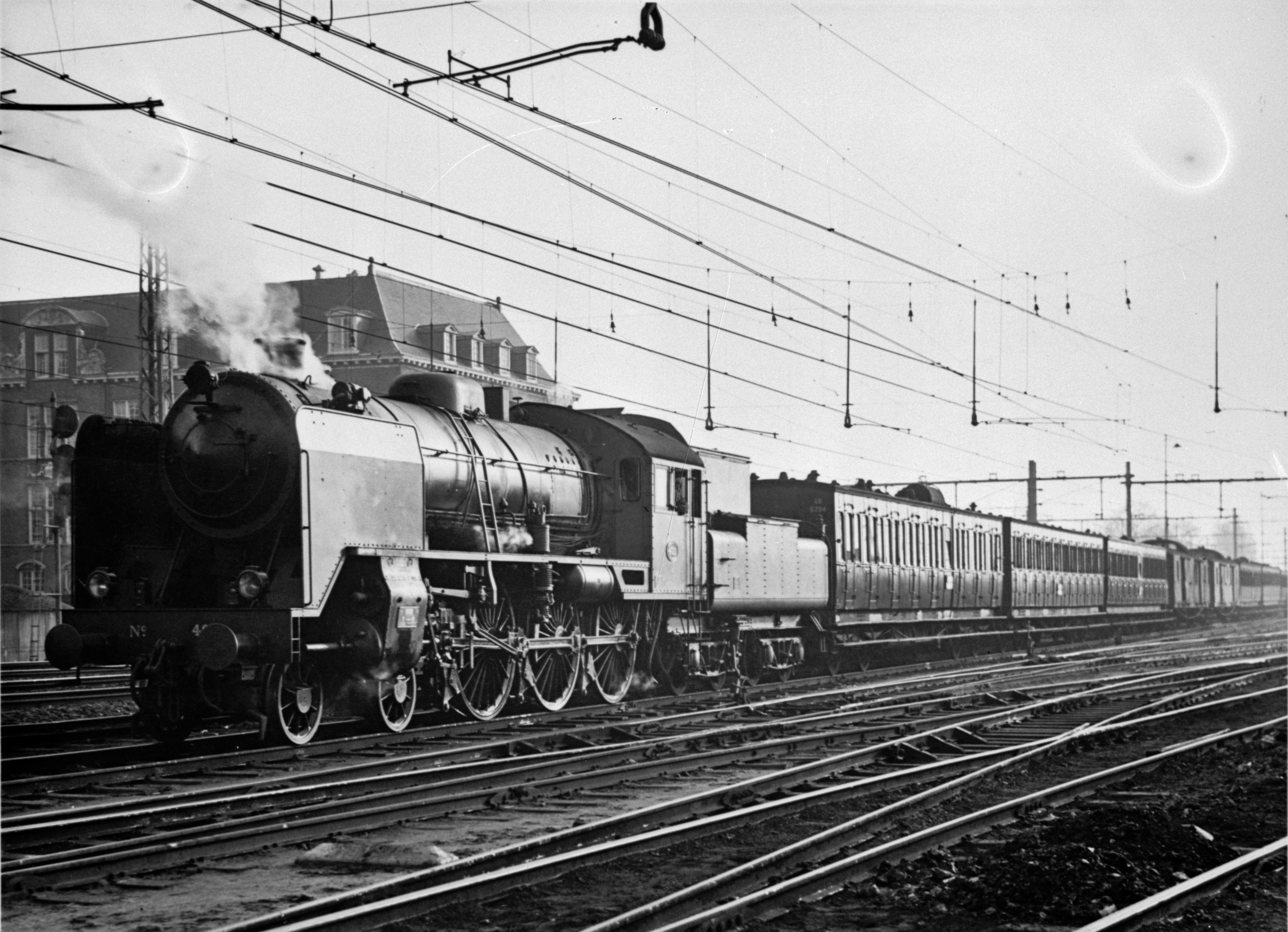
NS 4011 met een reizigers trein bij Utrecht C.S. (1950)
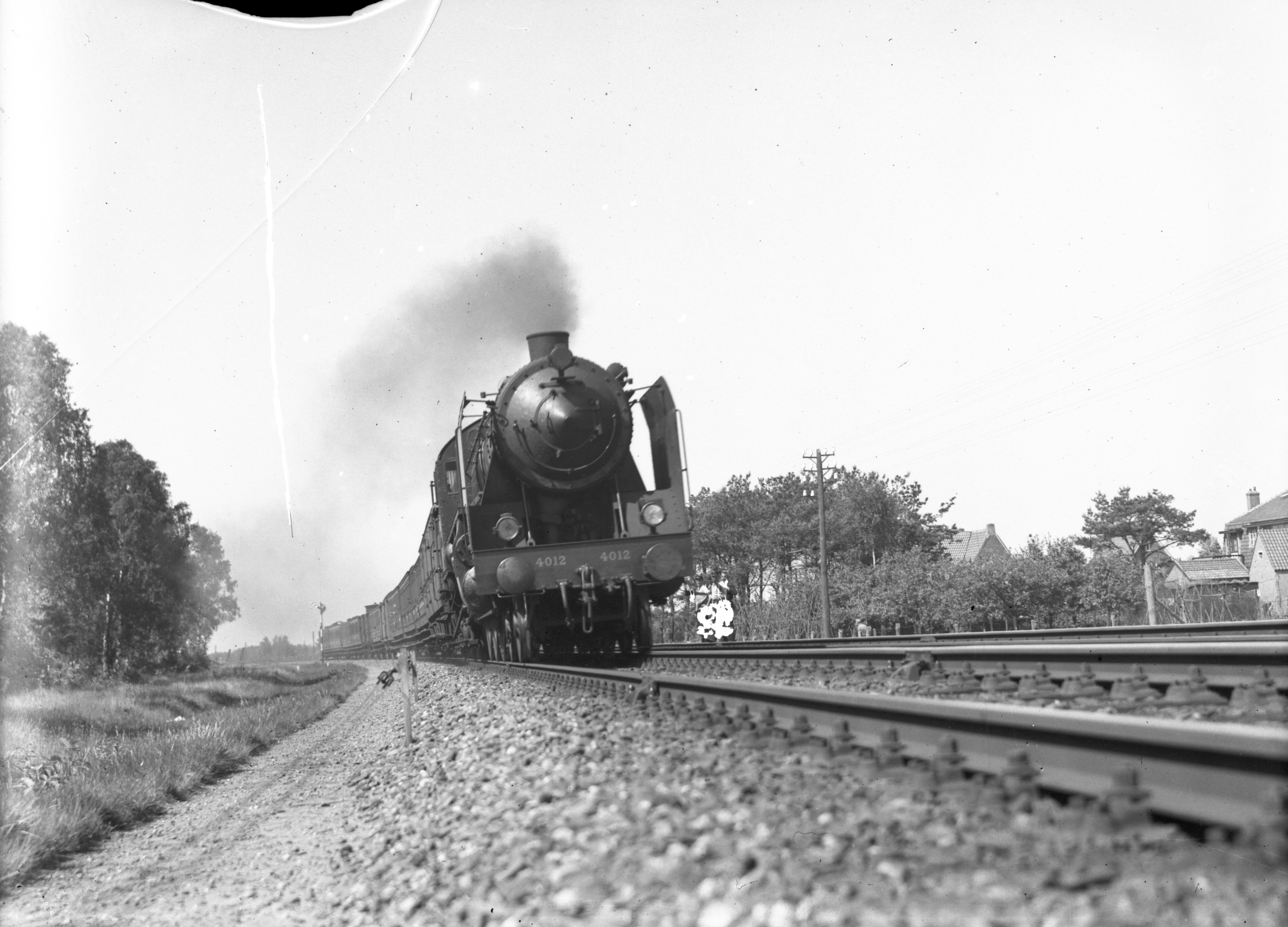
NS 4012 ter hoogte Ermelo (Tussen 1946 en 1956)
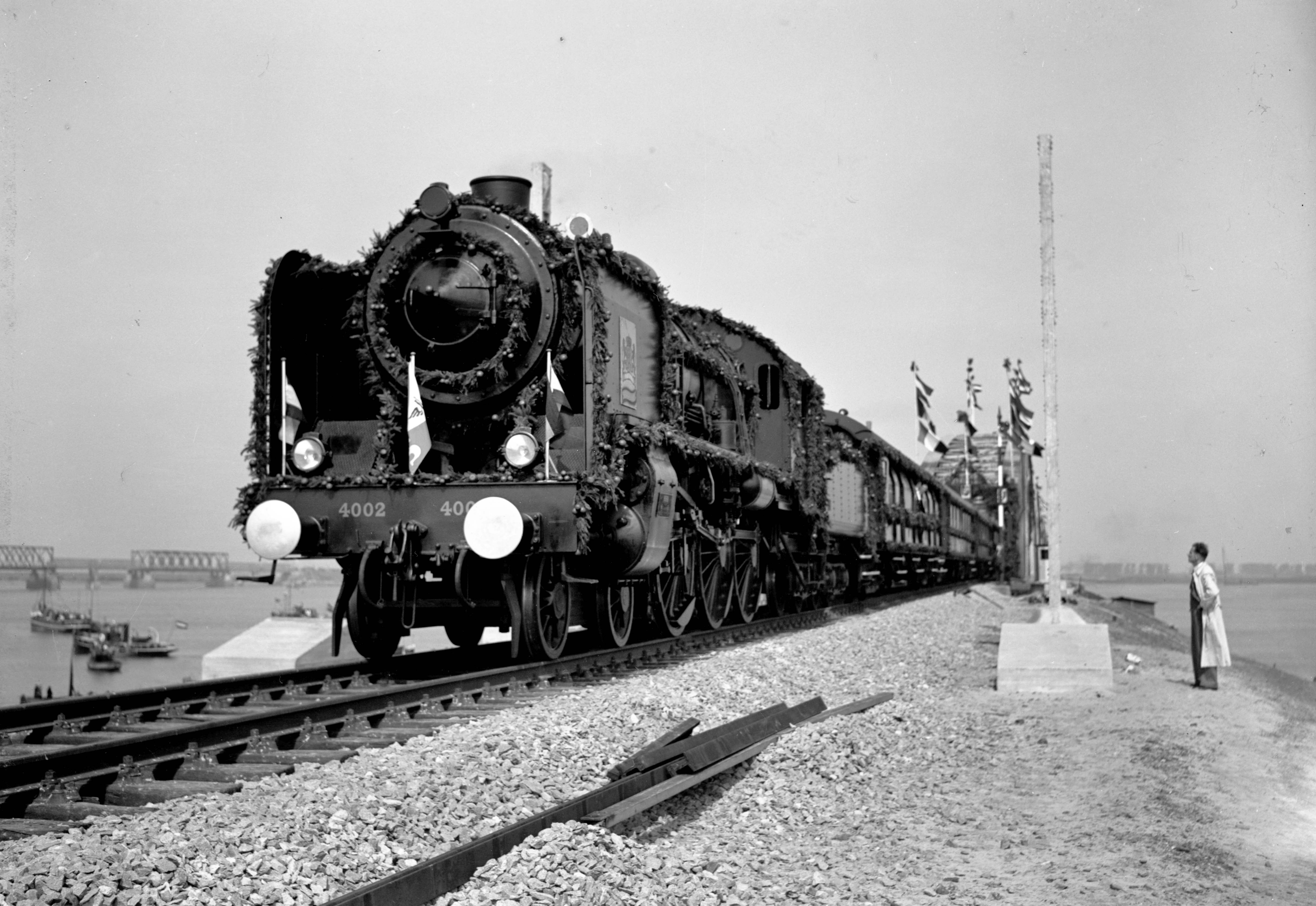
NS 4002 bij de herstelde spoorbrug over het Hollands Diep bij Moerdijk. (24-08-1946)
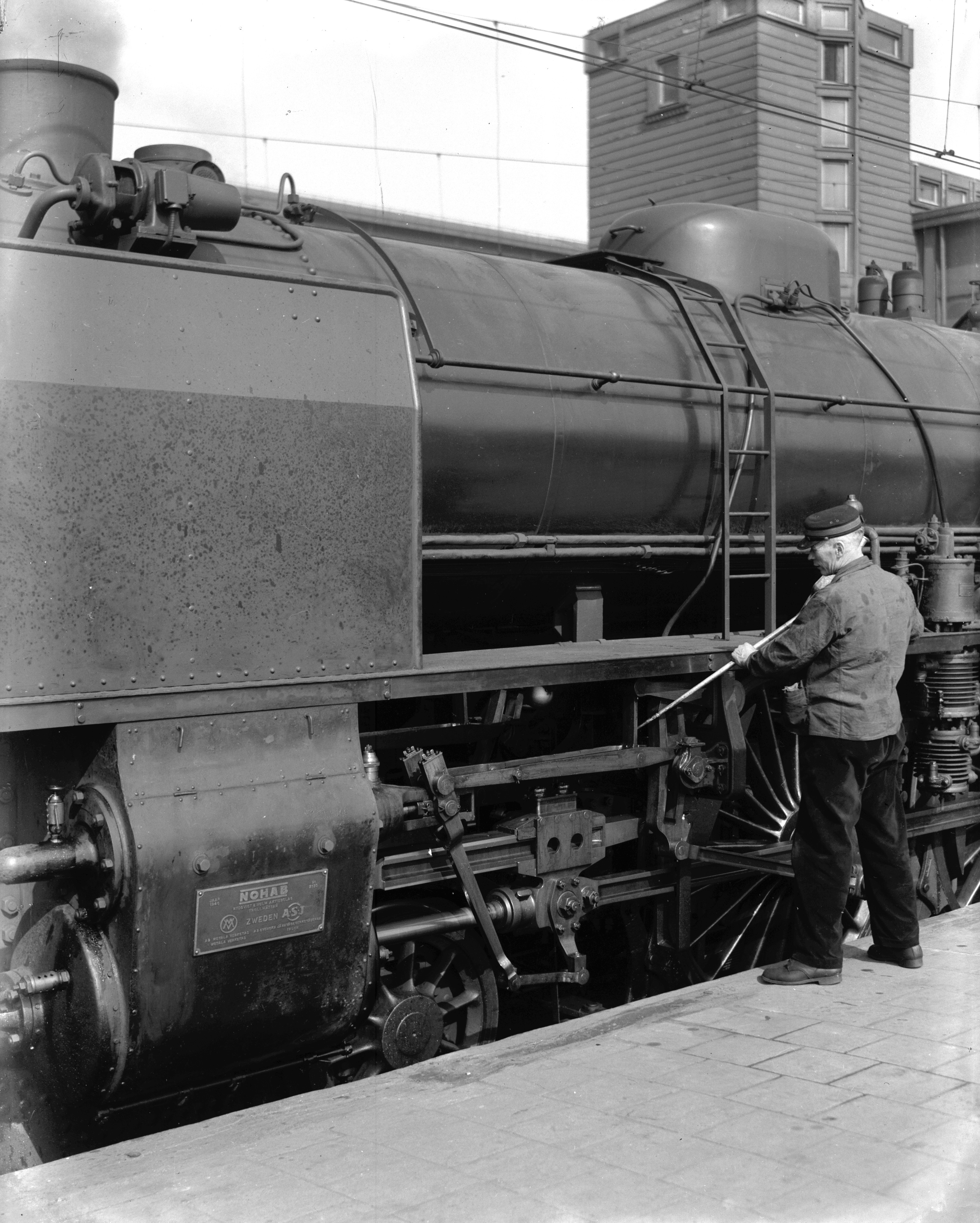
NS 4000 het smeren van het loopwerk. (Tussen 1946 en 1947)
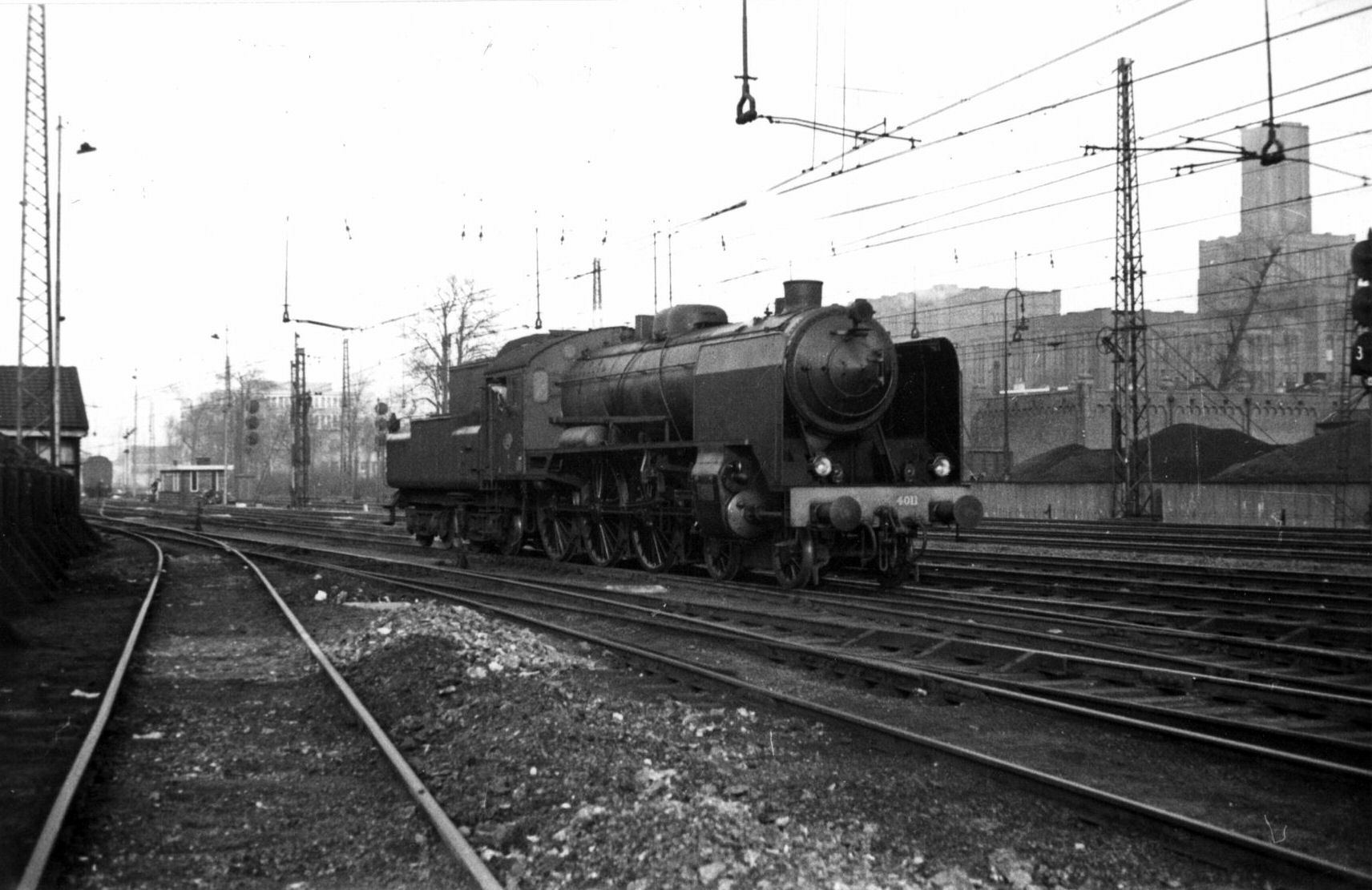
NS 4011 bij Utrecht (1950)
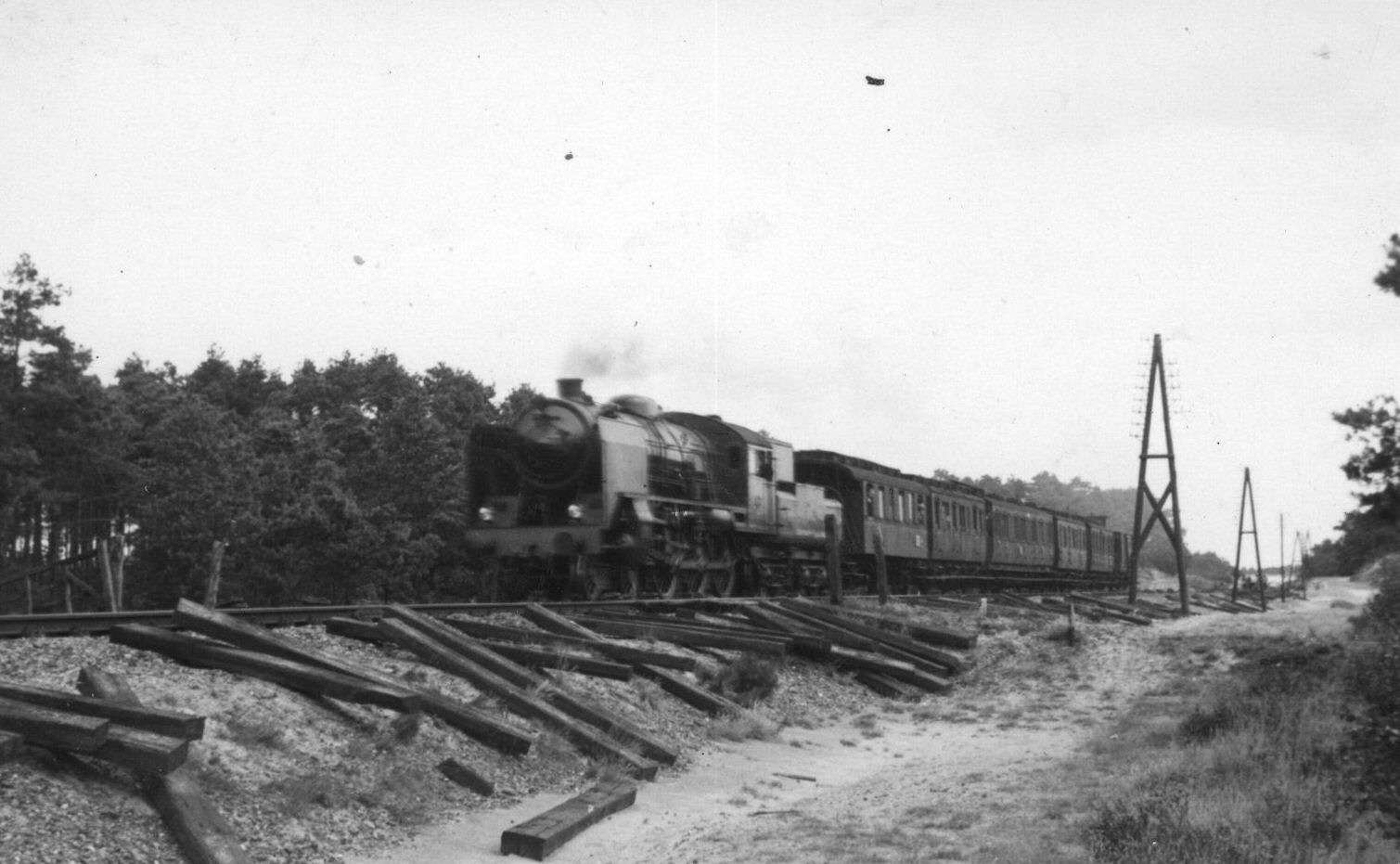
NS 4005 met een reizigerstrein ter hoogte van Nunspeet. (september 1946)
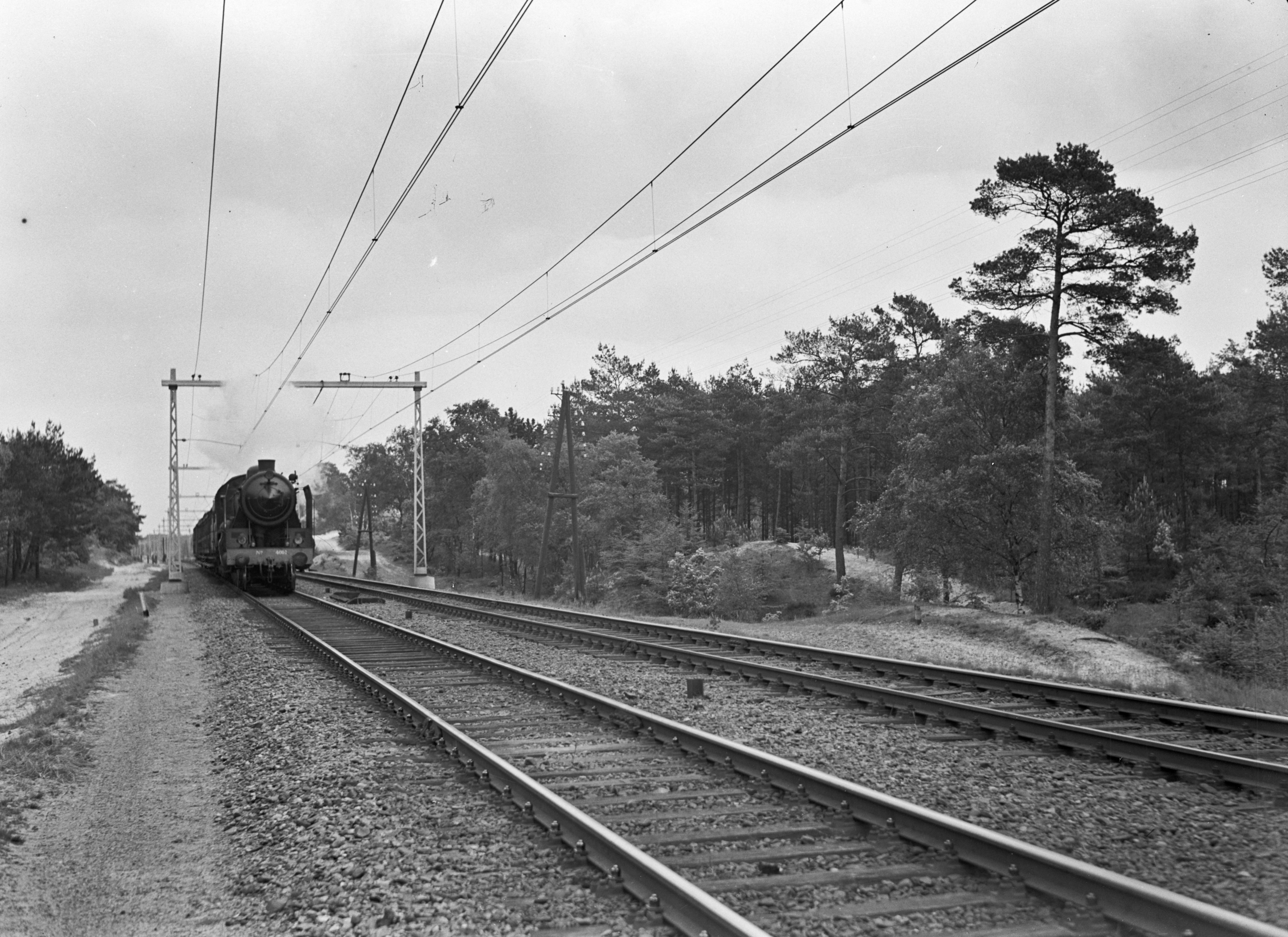
NS 4001 met een trein ter hoogte van Hulshorst. (07-06-1951)
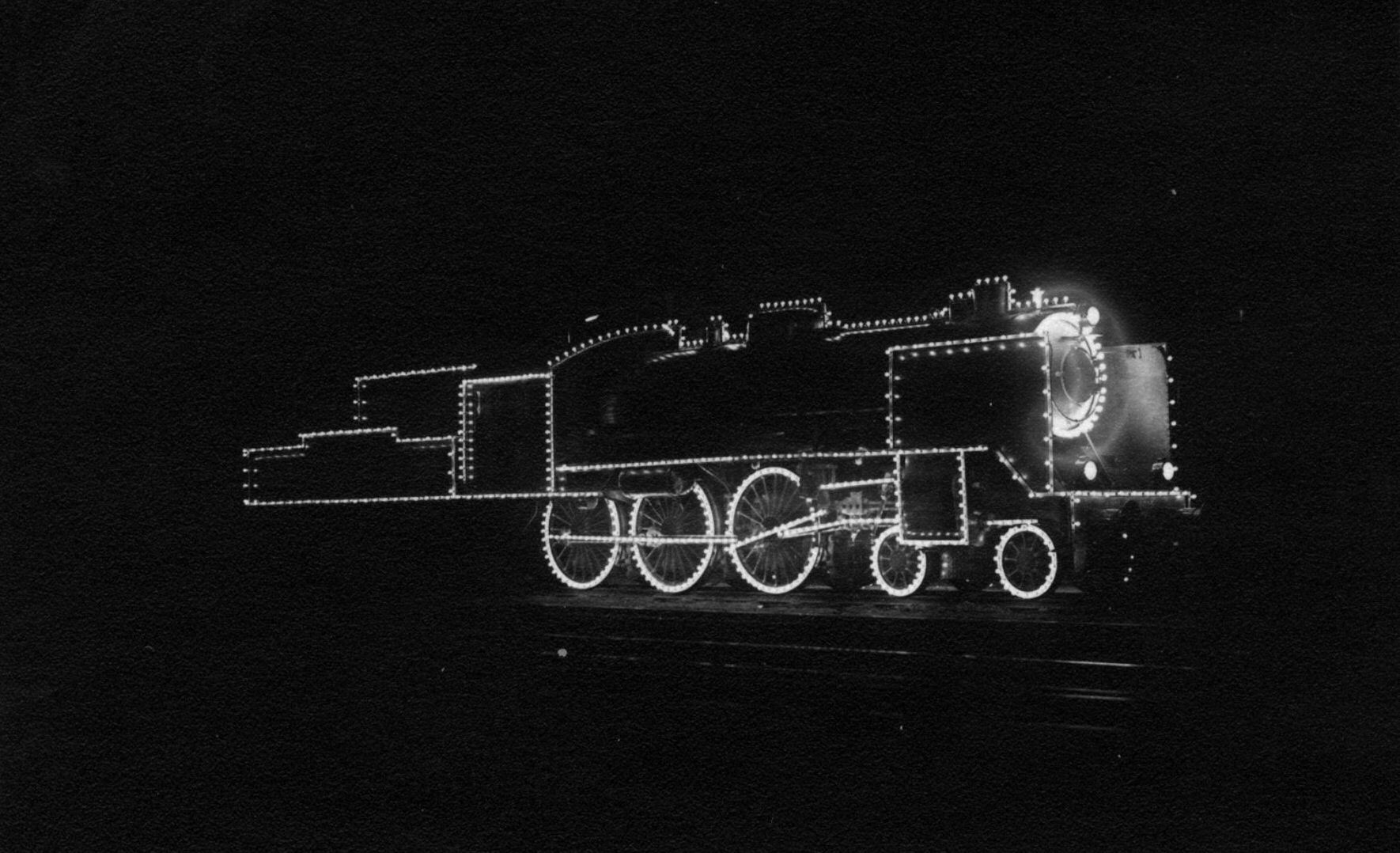
NS 4015 met feestverlichting. bij avond. (1946)
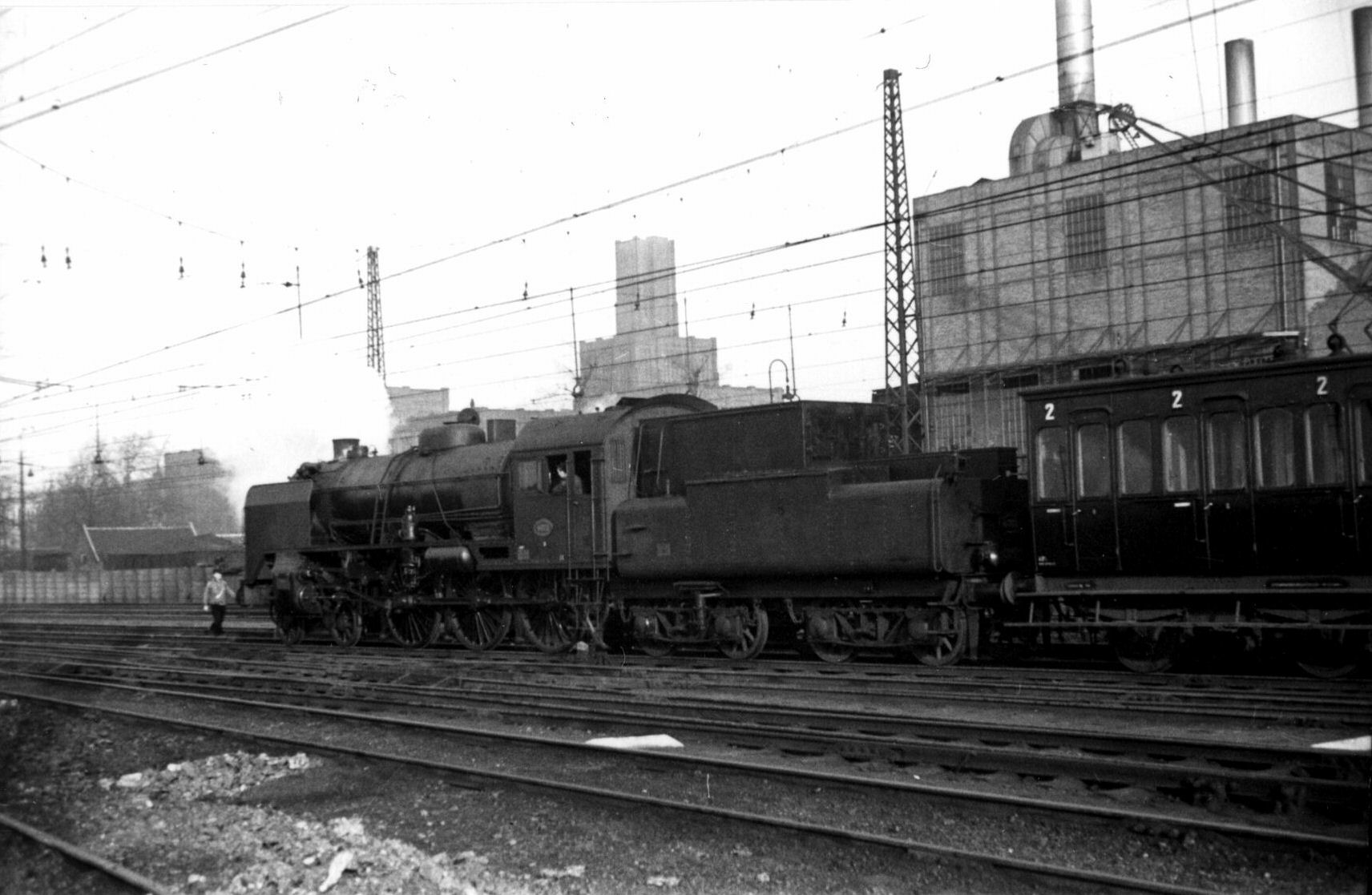
NS 4011 te Utrecht met een reizigerstrein. (1950)
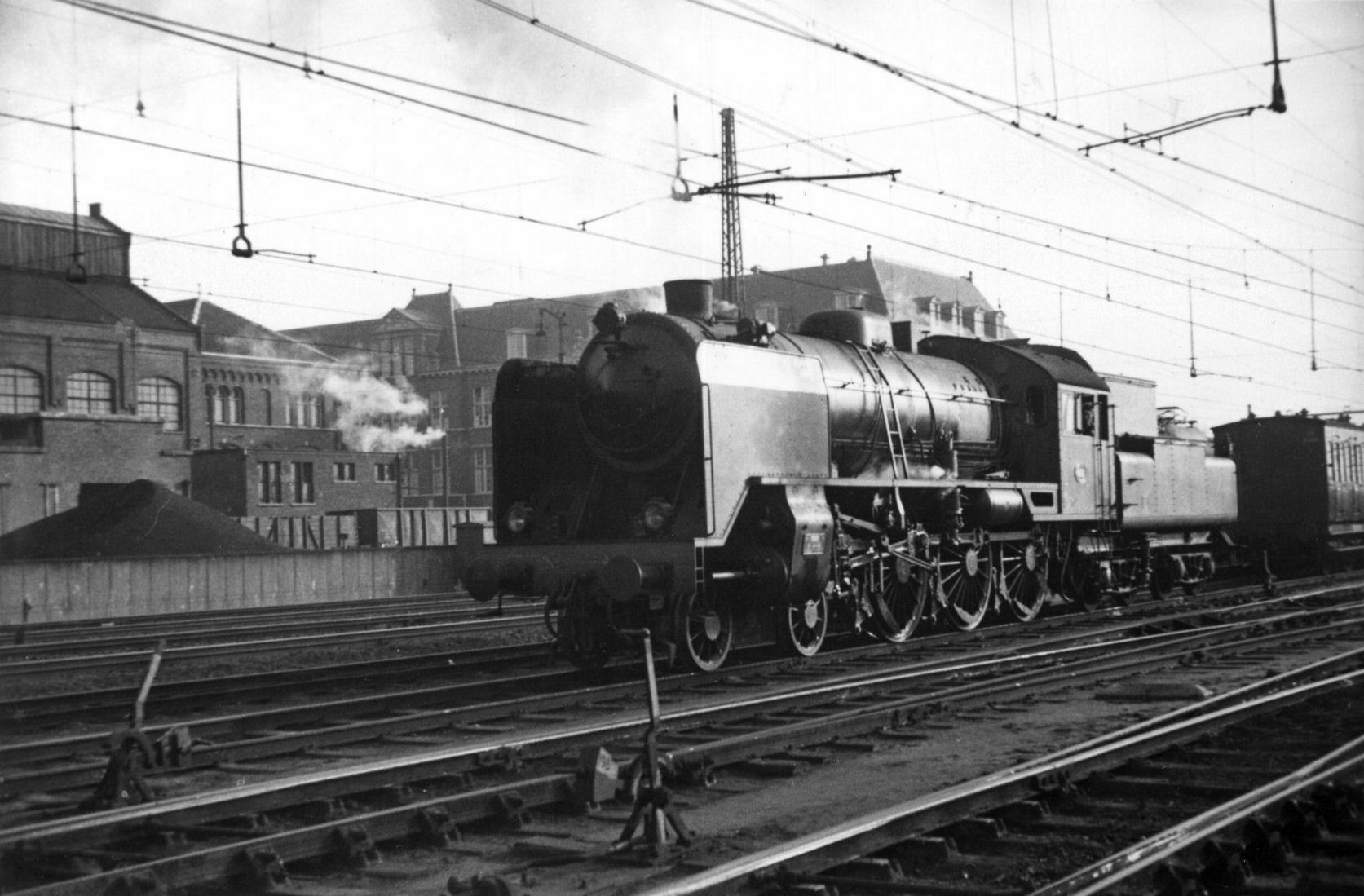
NS 4011 te Utrecht. (1950)
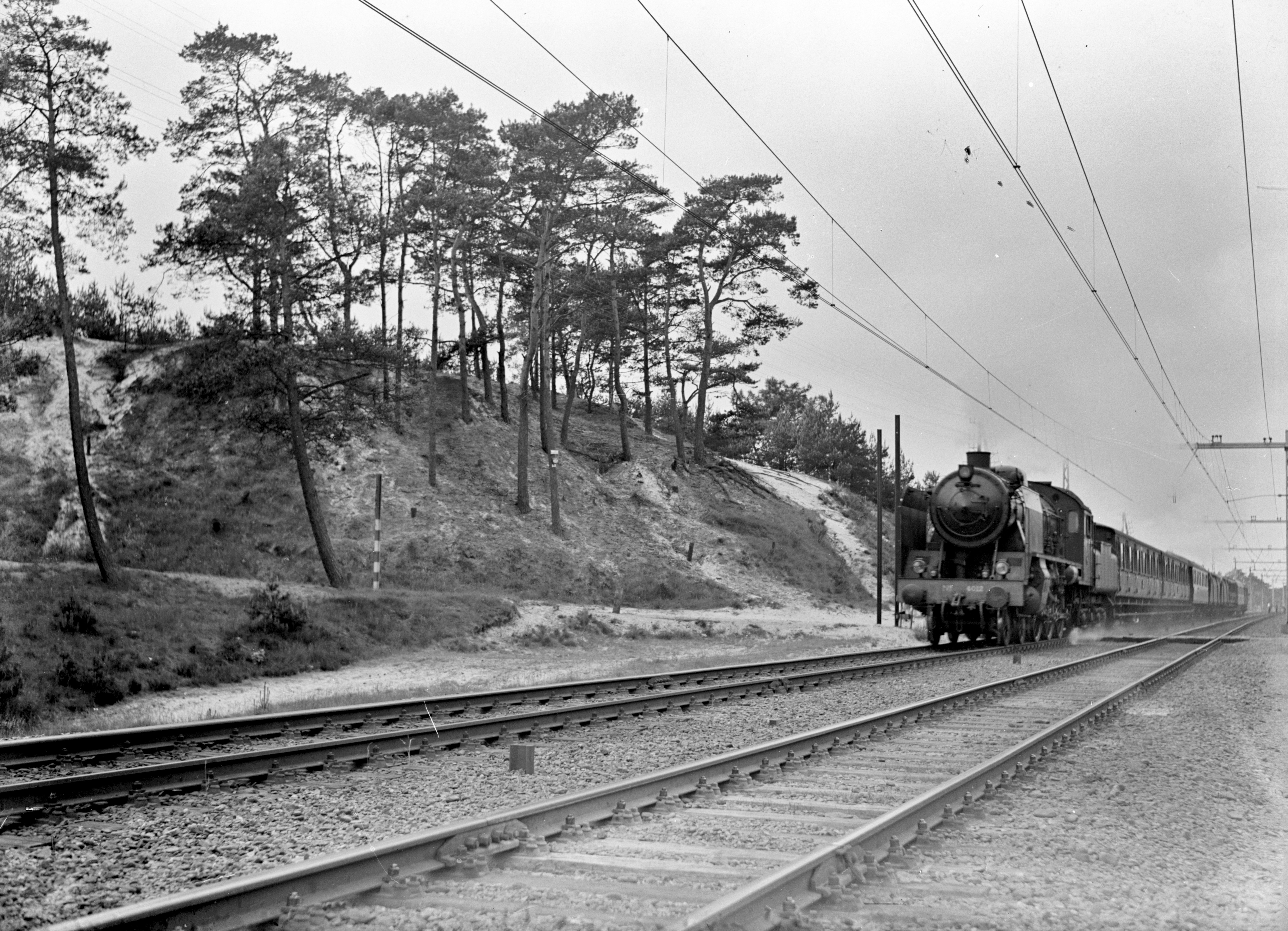
NS 4012 met rijtuigen ter hoogte van Hulshorst. (07-06-1951)
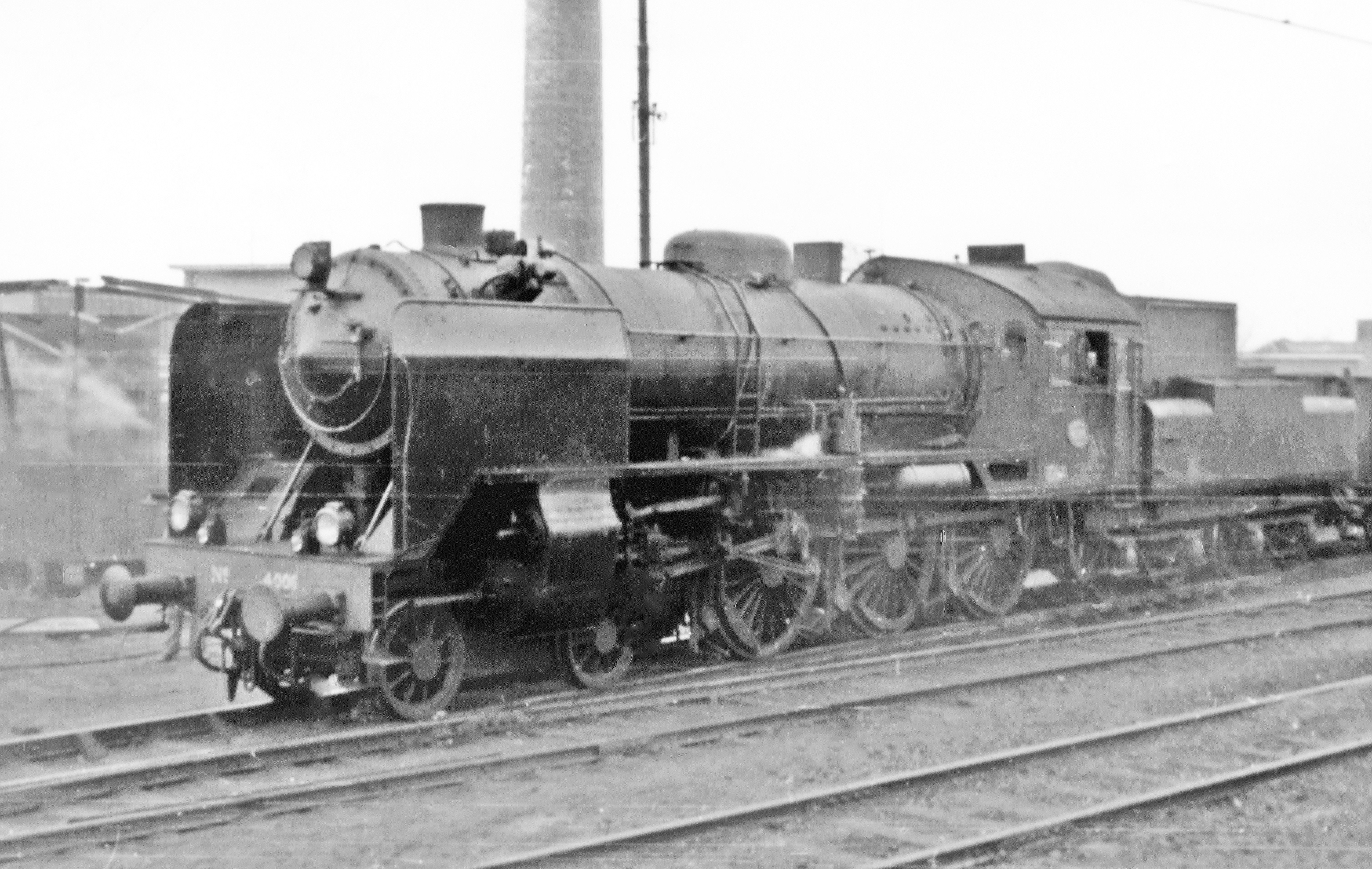
NS 4006 te Schiedam (1953).